# メイ・ヘズレット

1907年の出版物から。

メアリー・エリザベス・リンジー・ヘズレット（Mary Elizabeth Linzee "May" Hezlet、1882年4月29日 - 1978年12月27日）は、イギリスのアマチュアゴルファー兼スポーツライター。「多分アイルランドで最も偉大な女子ゴルファー」と呼ばれている。

## 若年期
リチャード・ジャクソン・ヘズレット中佐の娘としてジブラルタルで生まれた。姉妹のフローレンス、バイオレットとともにアイルランドで育ち、皆トップゴルファーになった。

## ゴルフ成績

### アイリッシュ女子クローズ選手権
1899年、ダウン県ニューキャッスルで行われたアイリッシュ女子アマチュアクローズ選手権（出場者資格・制限付き大会）でローナ・アデアを破って優勝し、最終的にはこの大会に5回優勝（このうちの1904年から1906年にかけては3連続優勝）する1勝目を記録した。メイが優勝したこの大会のうち2大会では妹のフローレンスが準優勝している。5回優勝の記録は、その後ジャネット・ジャクソンが1913年から1925年にかけて6勝したことで破られた。

### 全英女子アマチュア
1899年に全英女子アマチュア選手権に優勝したが、これは最年少記録で、今でも破られていない。1902年の全英女子アマに再び優勝したが、1904年のロイヤルトルーンでは決勝でロッティー・ドッドに敗れた。3度目の全英女子アマ優勝は1907年で、5回目のアイリッシュ女子クローズ（ロイヤルポートラッシュゴルフクラブ）優勝は1908年だった。

### ゴルフ本の執筆
1904年には『Ladie's Golf』という本を出版し好評を博した。1907年には加筆を行って第2版を出版した。1912年、ホラス・G・ハッチンソンの著書『The New Book of Golf』に寄稿を行った。

## 家族
1909年、牧師であるアーサー・エドウィン・ロスと結婚した。弟のチャールズ・ヘズレットは1914年の全英アマチュア選手権で2位入賞し、ウォーカーカップにも出場した。また、アイルランド内のいくつかのアマチュア大会にも優勝している。

## 死と遺産
1978年12月27日にケントのサンドウィッチで死去。1999年にアイリッシュタイムズはメイ・ヘズレットについて、多分アイルランドで最も偉大な女子ゴルファーであると評した。